# 細谷直英

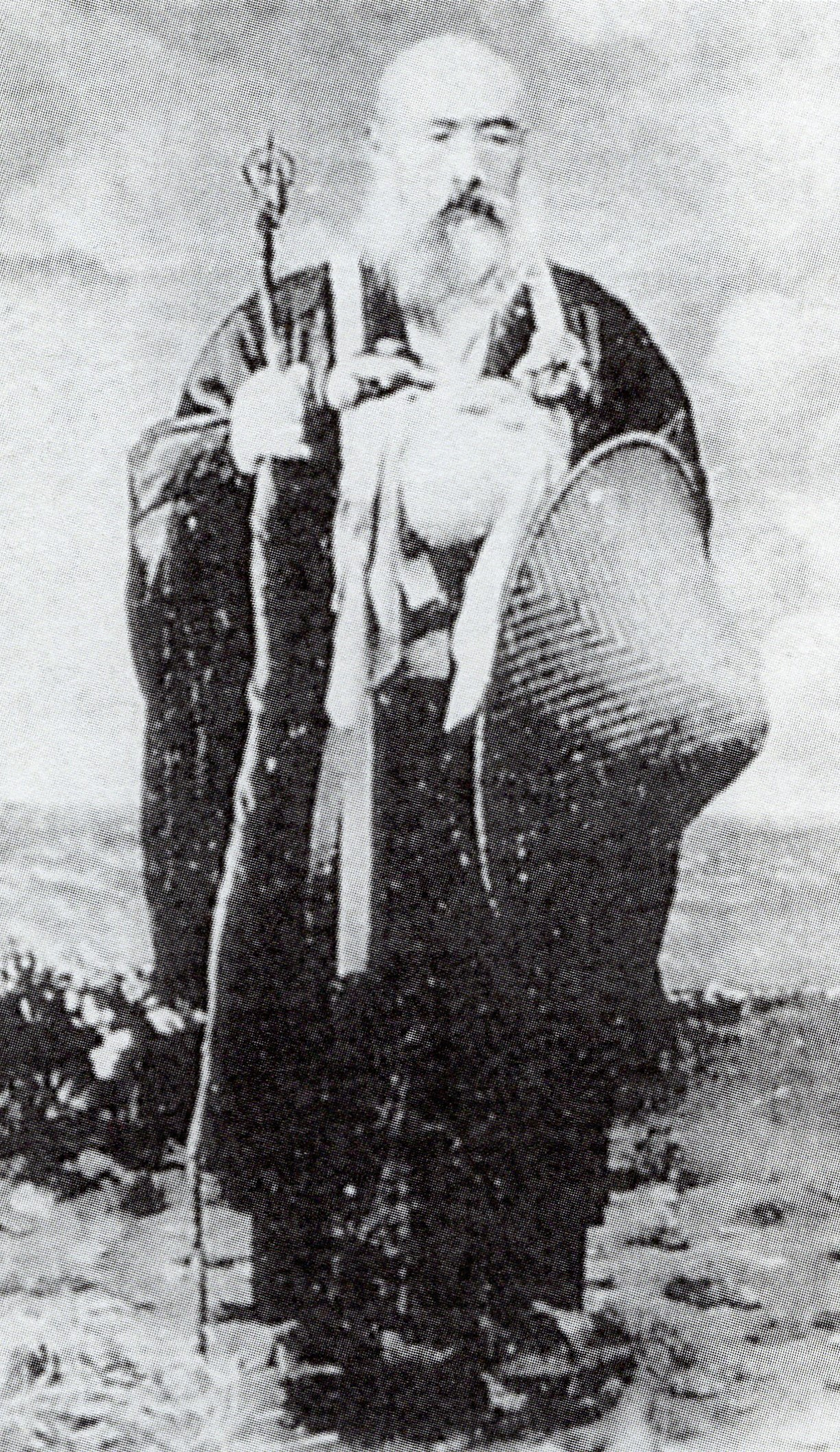
細谷直英

細谷 直英（ほそや なおひで、天保10年（1839年）または弘化2年（1845年） - 明治40年（1907年）5月6日）は、幕末期の仙台藩士。通称、細谷十太夫（ほそやじゅうだゆう）。仙台藩の偵察方（隠密）として、行商人、土工職人、旅籠屋の下男、料理屋番頭など様々な姿に変装しながら、諸藩の情報収集に当たった。諸国のヤクザの親分衆とも交流を持つ。

## 来歴
仙台藩の下級武士である番士の家に生まれる。両親を幼くして亡くし祖父に育てられた。元服すると京都藩邸詰めとなるが、芝居小屋で乱闘騒ぎを起こし仙台へ帰還させられ、石巻鋳銭場勤務となる。
戊辰戦争が始まると、細谷直英は白河城にほど近い須賀川で東北地方の大親分を含むヤクザを束ねて「衝撃隊」を結成し、自ら隊長に就任した。
細谷直英が黒装束の上に着用していた半てんの背中に八咫烏の文様が描かれていたことと、衝撃隊が黒装束を身にまとっていたことから、衝撃隊は「鴉組（からすぐみ）」と呼ばれた。
直英は仙台藩の最後の決戦・旗巻峠の戦いに参戦し、この戦いに仙台藩が敗れて降伏すると、仙台藩から大金を授かり、それを衝撃隊の兵士たちに分け与え衝撃隊を解散した。そして、自身は新政府の追っ手を逃れて逃亡・潜伏した。
新政府の捕縛を逃れた直英は、戊辰戦争の大赦令が発令されるとようやく姿を現した。こののち直英は、かつての部下を率いて宮城県と北海道の開拓に尽力した。さらに直英は、日清戦争で陸軍少尉となり、中国に渡って千人隊長として活躍した。帰国後、警視庁小隊長となる。
こののち仙台に戻り、竜雲院に葬られている仙台藩士・林子平を慕い、剃髪得座して僧となった。竜雲院の住職となり、戊辰戦争、日清戦争の戦没者を弔った。明治40年（1907年）5月6日、63歳（または68歳）で没した。法名は「竜雲院八世鴉仙直英和尚」。

## 関連作品
- 大佛次郎『細谷十太夫―からす組』 ISBN 4195990254
- 子母澤寛『からす組』 ISBN 4195982359
- 早乙女貢『からす組』 ISBN 4062631229
- 徳永真一郎「戊辰ゲリラ隊」（『明治叛臣伝』収録）ISBN 4334713661
- 山田風太郎『警視庁草紙』、『地の果ての獄』
- 岡本喜八監督『吶喊』（映画、1975） - 高橋悦史が細谷を演じた。
- ひげばあさん作『オレとシロバカ』(WEBマンガ 連載中)　仙台四郎、星恂太郎などが登場。